# 5 lieder d'Alma Mahler

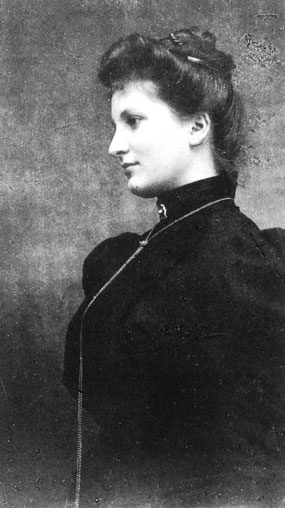
Alma Mahler

Alma Mahler va compondre 5 lieder entre l'any 1900 i 1901. Els lieder es van publicar l'any 1911 a l'editorial Universal Edition i són els següents:
- Die stille Stadt (La ciutat silenciosa), amb text de Richard Dehmel.
- In meines Vaters Garten (Al jardí del meu pare), amb text de Otto Erich Hartleben.
- Laue Sommernacht (Càlida nit d'estiu), amb text de Otto Julius Bierbaum.
- Bei dir ist es traut (Amb tu és plaent), amb text de Rainer Maria Rilke
- Ich wandle unter Blumen (Passejo entre flors), amb text de Heinrich Heine[1]

## Context temporal
Alma Mahler va abandonar les seves inquietuds artístiques en la pintura i la música per a poder dedicar-se plenament en el seu matrimoni amb el compositor Gustav Mahler. Ella va assumir aquest sacrifici, però posteriorment se’n va penedir, ja que no va ser recíproc. Mahler no va mostrar interès per a les composicions d'Alma Mahler i, quan ho va fer, ja va ser massa tard.
Durant l'època en què Gustav Mahler no feia cas a la seva esposa, Alma es va sotmetre al geni, el seu marit, com a conseqüència, va negar el seu propi jo. En aquesta situació, l'any 1910, Alma va conèixer Walter Gropius, un jove arquitecte alemany, el qual va tornar a provocar a Alma les sensacions que ella va tenir en la seva època conjugal.

Aquesta infidelitat va ser descoberta per Mahler i, en lloc de trencar el matrimoni, curiosament va servir de preàmbul d'una nova sinceritat que va alliberar Alma. Alma confessarà:
“Després de posar al descobert les causes del nostre allunyament amb la major honestedat, em vaig sentir més segura que mai que no podia abandonar-lo. Quan li ho vaig dir, el seu rostre es va transfigurar. El seu amor es va convertir en èxtasi. No podia separar-se de mi ni un segon.”
Gustav va rescatar les juvenils composicions d'Alma, va instar-la a escriure nous lieder, li va dedicar l'Octava Simfonia i va transformar el manuscrit de la Desena en un testimoni passional d'amor. D'aquesta manera, Alma Mahler va recuperar la seva autoestima, ja que es va sentir admirada i desitjada de nou.
Gustav Mahler va recaure en l'afecció de laringe, que ja feia temps que patia, el Nadal de 1910. Tot i així, va poder preparar la festa amb gran entusiasme. Tot el simbolisme nadalenc que Alma havia enyorat tant en falta d'anys anteriors -clima festiu, obsequis, emoció per les sorpreses...- va ser recreat el nadal del 1910. Gustav no havia fet mai regals materials, ni tan sols en l'època quan començaven a ser parella. Poc després, l'any 1911 Gustav Mahler mor.

## La compositora: Alma Mahler
Alma Mahler (Viena, 1879- Nova York, 1964) va ser sens dubte una de les dones més fascinants del seu segle. Va estudiar teoria musical amb Alexander von Zemlinsky i va mantenir relacions amb els artistes més importants de la Viena de la seva època.
Alma va compondre uns cent lieder, varies peces instrumentals i el principi d'una òpera. Tot i així, només es conserven 16 lieder de totes les obres. La resta es va perdre durant la Segona Guerra Mundial.
Va enviudar l'any 1911, i es va casar amb l'arquitecte Walter Gropius, figura clau del moviment modern i fundador de la Bauhaus, i posteriorment amb l'escriptor Franz Werfel.

## Estil compositiu d'Alma Mahler
Si comparem les obres entre les presumptament escrites abans del seu matrimoni i les que semblen haver estat compostes una dècada després, no hi ha gaire diferències compositives. Totes les peces mostren més afinitats amb la música de Zemlinsky que amb la de Mahler, i en elles s'aprecia perquè Zemlinsky havia etiquetat la música d'Alma com a música “dramàtica”. La música d'Alma varia i canvia la seva base tonal de tal manera que, amb freqüència, es diu que reflecteix el seu nerviosisme i inseguretat en si mateixa. Les millors peces són les més senzilles, les que recorden a l'oient les relacions de Zemlinsky amb Brahms. Les considerades amb menys valor s'assemblen lleugerament a les primeres obres de Schönberg, el qual va ser un altre alumne de Zemlinsky.
Alma coneixia el valor de les seves cançons. Sabia que eren l'obra d'una estudiant -encara que aquesta estudiant fos una excel·lent pianista- i sabia que només apuntaven a un talent que hauria pogut desenvolupar si l'hagués potenciat. Però, degut al sacrifici que va fer pel seu matrimoni, Alma no va trobar mai el temps o el valor suficient per a compondre seriosament.

## Recepció de l'obra
El gener de 1911 la Universal Edition va publicar els 5 lieder d'Alma Mahler. Poc després va rebre una visita de la soprano Frances Alda, esposa llavors de Gatti-Casazza, el director general de l'Òpera del Metropolitan, que volia incloure un lied en un recital planejat de fer pel març. Mahler, preocupat per la fama de la seva esposa, va instar a la soprano que interpretés les cinc cançons, però ella va objectar que ja tenia ocupat el programa, si les afegia hauria d'eliminar alguna de les altres cançons. Mahler es va enfadar però, finalment, va accedir a estudiar la cançó amb la soprano: un altre motiu de torbació per a Alma que, segons ella mateixa va dir, es va quedar gairebé sense paraules per culpa dels nervis quan Mahler li va demanar instruccions des del piano. Alma Mahler confessà que durant aquells dies d'estudi, la parella es va sentir molt unida.

## Curiositats de l'obra
L'Octava Simfonia de Mahler i les Cinc Cançons d'Alma Maria Schindler- Mahler van ser impreses simultàniament, amb el mateix disseny de portada. Alma va experimentar una barreja de sentiments en conflicte en veure tant similars ambdues publicacions, una amb les seves cançons de joventut i l'altra amb aquella simfonia que tant Gustav com Alma reconeixien com la millor obra del feta per ell.